# 'Ndrina Megna
La 'ndrina Megna è una organizzazione criminale, originaria di Crotone. Opera soprattutto a Torino.

## Storia
Negli ultimi anni, esponenti delle cosche Vrenna e Bonaventura, a causa di una divisione di queste si sono allontanati e avvicinati ai Megna e ai Russelli.
Dagli omicidi del 2008 si evince che era in corso una guerra tra i Megna alleati con gli Arena e i Nicoscia.
Il 23 marzo 2008 a Papanice (frazione di Crotone) viene ucciso Luca Megna, figlio di Domenico Megna; la moglie e la figlia vengono ferite.
Il 25 novembre 2008 vengono arrestate a Crotone 24 persone, tra cui presunti appartenenti alla cosca Megna.
Il nipote di Mico Megna è Michele Bolognino; quest'ultimo nel 2017 implicato nel processo all'infiltrazione della 'ndrangheta in Emilia-Romagna.

## Fatti recenti
- Il 23 marzo 2008 a Papanice (frazione di Crotone) viene ucciso Luca Megna, figlio di Domenico Megna, la moglie e la figlia vengono ferite[6][7].
- Il 4 giugno 2013 con l'operazione Old Family a Crotone vengono arrestate 35 persone appartenenti alle cosche Vrenna-Ciampà-Corigliano-Bonaventura, Farao-Marincola, Ciampà-Megna-Cazzato, Grande Aracri e Morabito accusati a vario titolo di associazione di tipo mafioso estorsioni, detenzione di armi e traffico di stupefacenti e di armi, in cui figurano anche nuove leve come Francesco Franco, Andrea Leto, Luca Manente, Corrado Valsavoia, Alfonso Cazzato e Danilo Cazzato. Accusati a vario titolo di estorsioni traffico d'armi e narcotraffico e associazione di tipo mafioso appartenenti al gruppo del boss Egidio Cazzato detenuto nel regime carcerario 41-bis di Ascoli Piceno[8][9][10][11].
- Il 23 febbraio 2021, si conclude l'operazione Orso che porta all'arresto di 12 persone collegate e/o affiliate ai Vrenna-Ciampà-Corigliano-Bonaventura e Megna e accusate di spaccio di stupefacenti e di associazione armata. Gli arrestati operavano nel quartiere Fondo di Gesù di Crotone[12][13][14].

## Capibastone
- Domenico Megna, detto Mico (Crotone, 7 novembre 1949), capobastone. In carcere per quasi 20 anni, fino al 2014, con dote di sgarro[15].

## 'Ndrine alleate
- Vrenna-Ciampà-Corigliano-Bonaventura
- Arena
- Nicoscia